# Дејвис (Оклахома)
Дејвис (енгл. Davis) град је у америчкој савезној држави Оклахома.

## Демографија
По попису из 2010. године број становника је 2.683, што је 73 (2,8%) становника више него 2000. године.
| Група             | 2000.         | 2010.         |
| Белци             | 2.084 (79,8%) | 2.074 (77,3%) |
| Афроамериканци    | 119 (4,6%)    | 59 (2,2%)     |
| Азијати           | 10 (0,4%)     | 16 (0,6%)     |
| Хиспаноамериканци | 27 (1,0%)     | 94 (3,5%)     |
| Укупно            | 2.610         | 2.683         |